# Bracon forreri
Bracon forreri är en stekelart som beskrevs av Cameron 1886. Bracon forreri ingår i släktet Bracon och familjen bracksteklar. Inga underarter finns listade.